# Гудуин, Алфред
А́лфред Джордж Гу́дуин (англ. Alfred George Goodwyn; 13 марта 1850 — 14 марта 1874) — английский офицер и футболист. Служил в Корпусе королевских инженеров и выступал за футбольный клуб корпуса («Ройал Энджинирс»), в составе которого сыграл в первом в истории финале Кубка Англии. Также провёл 1 матч за национальную сборную Англии.

## Карьера
Родился в Рурхире (Бенгалия, Британская Индия, ныне — Рухи, Бангладеш). В 1869 году поступил в Королевскую военную академию в Вулидже. В августе 1871 года поступил на службу в Британскую армию в звании лейтенанта Корпуса королевских инженеров.

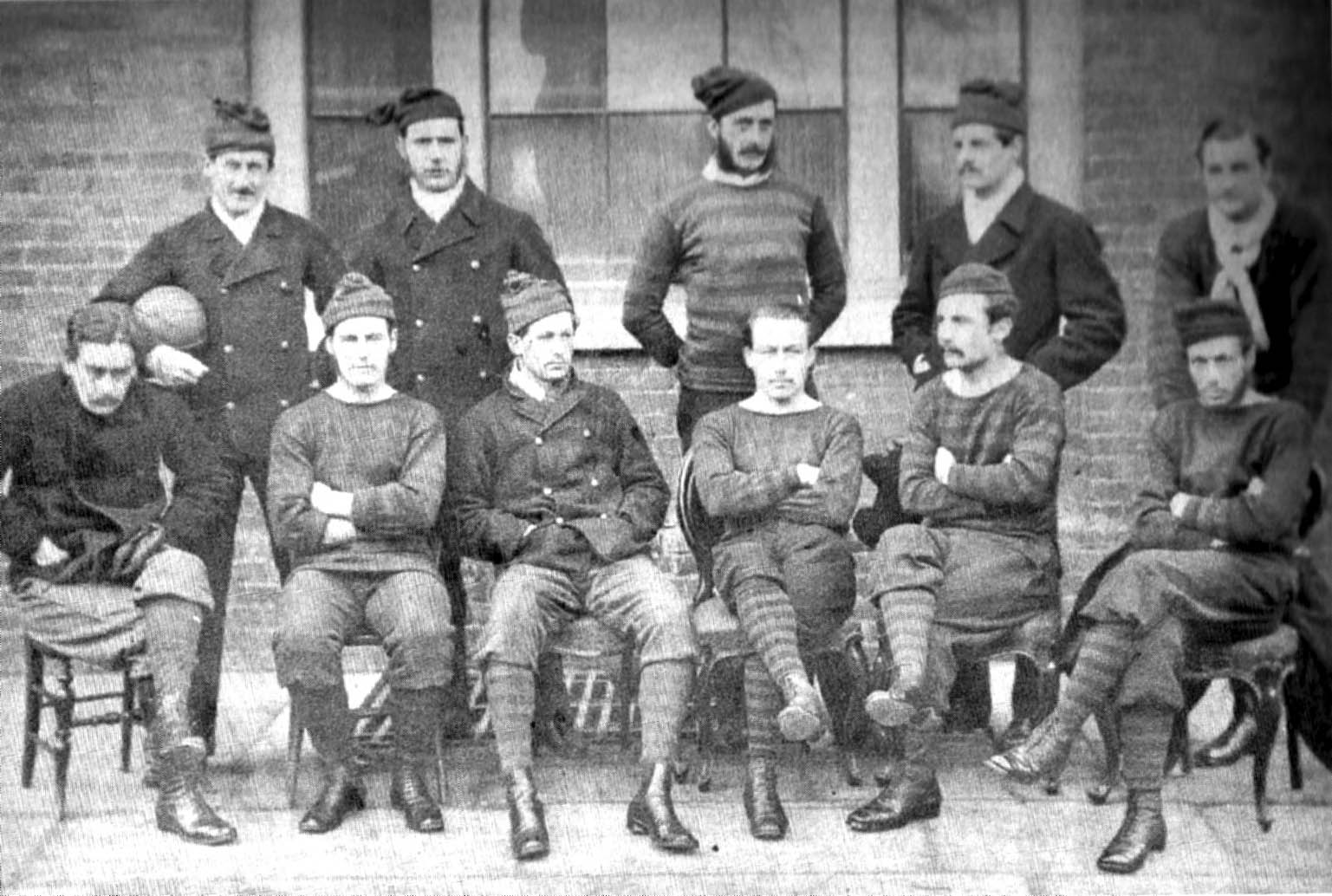
Команда «Ройал Энджинирс» в 1872 году. Гудуин — четвёртый слева в нижнем ряду

Играл за футбольную команду Корпуса королевских инженеров, в основном на позиции защитника. В сезоне 1871/72 помог команде «Ройал Энджинирс» дойти до финала первого в истории розыгрыша Кубка Англии. По пути к финалу команда не пропустила ни одного мяча, обыграв «Хитчин», «Хэмпстед Хитенс» и «Кристал Пэлас». В финальном матче, который прошёл на стадионе «Кеннингтон Овал» 16 марта 1872 года, «Ройал Энджинирс» считался фаворитом, однако в итоге проиграл клубу «Уондерерс» со счётом 0:1.
8 марта 1873 года сыграл в матче против сборной Шотландии на «Сарри Крикет Граунд». Вместе с ним на поле вышел ещё один игрок «Ройал Энджинирс» Пелам вон Доноп. Матч завершился победой англичан со счётом 4:2. В отчёте о матче в газете Glasgow Herald (от 10 марта 1873 года) было отмечано: «игра в обороне А. Дж. Гудуина… была безупречной».
В 1874 году в составе Корпуса королевских инженеров был направлен в Индию. 14 марта 1874 года 24-летний Алфред Гудуин умер в североиндийском городе Рурки в результате травм, полученных после падения с лошади двумя днями ранее. Он стал первым умершим игроком сборной Англии.

## Спортивные достижения
«Ройял Энджинирс»
- Финалист Кубка Англии: 1872